# New Edubiase United Football Club
Le New Edubiase United Football Club, appelé plus couramment New Edubiase United est un club ghanéen de football  basé dans la ville de New Edubiase.

## Histoire
Le club remporte son premier trophée national en 2012 avec une victoire 1-0 en finale de la Coupe du Ghana contre l'Ashanti Gold SC grâce à un but d'Ibrahim Moro (en), n'encaissant aucun but de tout le tournoi.
Le New Edubiase United perd ensuite la Supercoupe du Ghana sur le score de 2-0 face à l'Asante Kotoko.

## Palmarès
- Coupe du Ghana :
  - Vainqueur : 2012.

- Supercoupe du Ghana :
  - Finaliste : 2012.